# Geoffrey Jenkins
Pour les articles homonymes, voir Jenkins.
Geoffrey Ernest Jenkins (16 juin 1920 - 7 novembre 2001) était un journaliste, romancier et scénariste sud-africain. Son épouse Eve Palmer, avec qui il a collaboré à plusieurs œuvres, a écrit de nombreux essais sur l'Afrique australe.

## Biographie
Jenkins est né à Port Elizabeth ou à Pretoria, d’Ernest Jenkins, éditeur, et de Daisy Jenkins. À l’âge de 17 ans, il a écrit et publié A Century of History qui a reçu les éloges du général Jan Smuts lors des célébrations du centenaire de Potchefstroom. Smuts a aussi écrit la préface du livre.
Jenkins remporte par la suite la bourse Lord Kemsley Commonwealth Journalistic Scholarship, qui l’amène à Fleet Street où il passe la Seconde Guerre mondiale comme correspondant de guerre.
Tout en travaillant pour le Sunday Times, il est devenu ami avec l’auteur Ian Fleming, créateur de l’agent secret britannique James Bond. Fleming a plus tard fait l’éloge de l’écriture de Jenkins, disant de lui : "Geoffrey Jenkins a le don suprême de l’originalité... A Twist of Sand est un premier roman cultivé et imaginatif dans la tradition des grands romans d'aventure".
Après la guerre, Jenkins s’installe en Rhodésie où il rencontre son épouse, l’auteure Eve Palmer (1916-1998), qu'il épouse le 17 mars 1950. Ils auront un fils nommé David né vers 1953.
Jenkins a brièvement été rédacteur en chef du journal The Umtali Advertiser, puis est devenu journaliste au journal The Star à Johannesburg.
Trois de ses romans ont été adaptés au cinéma, A Twist of Sand (1968) avec Honor Blackman et Richard Johnson, le choix original du réalisateur Terence Young pour jouer le rôle de James Bond. Dirty Games (1989), basé sur le roman In Harm’s Way, avec Jan-Michael Vincent.
The River of Diamonds (1990) a été mis en production dans les années 1960. Au cours des années 1980, Brian Clemens en a écrit le scénario. Sylvester Stallone - qui a demandé 9 millions de dollars US et une part des bénéfices - et Tom Selleck - qui a demandé 1,5 million de dollars US et une part des bénéfices - ont été tour à tour approchés, mais ont demandé trop d’argent pour la production. Selon une revue spécialisée, il s’agissait alors du "projet cinématographique le plus ambitieux" de l’Afrique du Sud, avec ce qui était à l’époque le plus gros budget financé par un producteur sud-africain estimé entre deux et trois millions de rands.

## Œuvres

### Romans
- A Twist of Sand (1959)
- The Watering-Place of Good Peace (1960-1974)
- A Grue of Ice (1962) publié aux U.S.A avec le titre The Disappearing Island
- The River of Diamonds (1964)
- Hunter-Killer (1966)
- Scend of the Sea (1971) publié aux U.S.A avec le titre The Hollow Sea
- A Cleft of Stars (1973)
- A Bridge of Magpies (1974)
- South Trap (1979)
- A Ravel of Waters (1981)
- The Unripe Gold (1983)
- Fireprint (1984)
- In Harm's Way (1986)
- Hold Down a Shadow (1989)
- A Hive of Dead Men (1991)
- A Daystar of Fear (1993)

### Essais
- A Century of History: The Story of Potchefstroom (1939; 2nd edition 1971)
- The Companion Guide to South Africa (1978), with Eve Palmer

Photographies
- Eve Palmer et Norah Pitman (colour photography by Geoffrey Jenkins and others), Trees of Southern Africa, A. A. Balkema, 1972 (3 vols.)

### Scénario non produit
- Fifth Paw of the Lion (1966, Columbia Pictures, Charles H. Schneer Productions)